# Terminus paradis
Pour plus de détails, voir Fiche technique et Distribution.
Terminus paradis est un film roumain réalisé par Lucian Pintilie, sorti en 1998.

## Synopsis
Norica et Mitou se rencontrent et tombent amoureux, mais la vie dresse des obstacles au bonheur des deux amants.

## Fiche technique
- Titre : Terminus paradis
- Réalisation : Lucian Pintilie
- Scénario : Lucian Pintilie et Radu Aldulescu
- Pays d'origine : Roumanie
- Format : Couleurs - 1,85:1 - Mono - 35 mm
- Genre : Drame
- Durée : 99 minutes
- Date de sortie : 1998

## Distribution
- Costel Cașcaval : Mitu
- Dorina Chiriac : Norica
- Gheorghe Visu : Vătășescu
- Victor Rebengiuc : Grigore Cafanu
- Răzvan Vasilescu : capitaine Burci
- Gabriel Spahiu (en) : Nelu

## Distinctions
Grand Prix spécial du jury à la Mostra de Venise 1998